# Gonzalo Alonso Sánchez
Gonzalo Alonso Sánchez   (Serradilla, 7 de gener de 1927 - Serradilla, 18 d'agost de 1993) és un poeta en extremeny.
Educat a l'escola graduada de la seva població natal, es va dedicar inicialment a l'agricultura i la ramaderia i, més tard, al comerç. Juntament amb aquestes activitats va desenvolupar una vocació per la poesia que va desenvolupar en un estil popular. Va escriure per a revistes i llibres de festejos però durant la seva vida no es va editar la seva obra. Tan sols, en 1994, un any després de la seva defunció, es van recollir i van publicar les seves obres completes.